# Чернігівка (Архаринський район)
Чернігівка — село в Архаринському районі Амурської області, центр Чернігівської сільради.
Село Чернігівка розташоване майже на кордоні Архаринського району з Бурейським. Воно розташоване неподалік траси обласного значення та забайкальської залізниці.

## Історія
У 1902 році було побудовано будинок на березі невеликої річечки сім'єю Бабченків, першими жителями майбутнього села. На честь перших поселенців ця річка була названа Бабчею. В даний час від річечки залишилося лише русло.
У 1903 році прибули перші поселенці - кілька сімей з Чернігівської губернії, які оселилися поруч з родиною Бабченко. Село стали іменувати Чернігівка. Маленький населений пункт складався з 10 дворів. У центрі його розташовувався величезний дерев'яний хрест, біля якого проводилися релігійні обряди, свята і т.д. приїжджим попом з сусіднього присілка Домікан.
У 1910 році відкрилася перша у селі школа в маленькому непристосованому будинку на Нижній вулиці.
Доріг не було. Була одна суцільна вулиця, а на місці нинішніх вулиць «Будівельної» та «Молодіжної» були луки. Вся сільськогосподарська робота виконувалася вручну, або працювали на конях. У селі була велика стайня, де утримували коней для цієї роботи.
У 1929 році з'явилися нові споруди : будівля медпункту, магазин, який знаходився біля шосейної дороги. У маленькому клубі щодня демонструвалися кінокартини, також проходили вечори танців, концерти.
Лише в 1959 році село було електрифіковане.
У 1978 році на Центральній вулиці з'явилося двоповерхова будівля нової школи, з класами, спортивним залом, їдальнею та майстернями. 27 жовтня 1978 всі діти почали навчатися в цій будівлі.

## Населення
| 2002 | 2010 | 2012 | 2013 | 2014 | 2015 | 2016 |
| ---- | ---- | ---- | ---- | ---- | ---- | ---- |
| 320  | ↘233 | ↘215 | ↘198 | ↘197 | ↘196 | ↘182 |
| 2017 | 2018 |      |      |      |      |      |
| ↘160 | ↘149 |      |      |      |      |      |